# ثوم برينان
ثوم برينان (بالإنجليزية: Thom Brennan)‏ هو ملحن أمريكي، ولد في 31 مايو 1957 في لوبوك في الولايات المتحدة.

## وصلات خارجية
- الموقع الرسمي
- ثوم برينان على موقع IMDb (الإنجليزية)
- ثوم برينان على موقع ميوزك برينز (الإنجليزية)
- ثوم برينان على موقع أول ميوزيك (الإنجليزية)
- ثوم برينان على موقع ديسكوغز (الإنجليزية)
- ثوم برينان على موقع قاعدة بيانات الفيلم (الإنجليزية)